# Polyrhachis clarkei
Polyrhachis clarkei é uma espécie de formiga do gênero Polyrhachis, pertencente à subfamília Formicinae.